# Brnce
Brnce (nemško Wernzach) je naselje v Občini Velikovec v Okraju Velikovec na Koroškem v Avstriji.